# والتر فورستر
والتر فورستر (آلمانی: Walter Forster؛ ‏ ۲۲ ژانویهٔ ۱۹۰۰ – ۱۴ دسامبر ۱۹۶۸) فیلم‌نامه‌نویس اهل اتریش بود.
از فیلم‌هایی که وی در آن‌ها نقش داشته است، می‌توان به خیمه‌شب‌بازی و نقاب آبی اشاره نمود.